# Емманюель д'Астьє де ла Віжері
Емманюе́ль д'Астьє́ де ла Віжері́ (фр. Emmanuel d'Astier de La Vigerie; 6 січня 1900 — 12 червня 1969) — французький громадський діяч, письменник і журналіст, борець за мир.
Активний учасник Руху Опору; займав урядові посади, був міністром внутрішніх справ тимчасового уряду.

## Твори
Головні твори: «Сім раз по сім» (1947) — про капітуляцію Франції 1940 і Рух Опору; «Боги й люди» (1952)— спогади про діяльність Комітету національного визволення і тимчасового уряду; «Літу немає кінця» — роман-хроніка про Францію 1947—54.
З 1950 — член Бюро, а з 1955—віце-голова Всесвітньої Ради Миру.
Міжнародна Ленінська премія «За, зміцнення миру між народами», 1957.